# Yoshikazu Gotō
Yoshikazu Gotō (jap. 後藤 義一 Gotō Yoshikazu; ur. 20 lutego 1964) – japoński piłkarz występujący na pozycji pomocnika.

## Kariera klubowa
Od 1986 do 2003 roku występował w klubach JEF United Ichihara, Consadole Sapporo i Yokohama FC.